# 4-dimetilaminofenilpentazol
O 4-dimetilaminofenilpentazol é um composto instável e explosivo que contém um raro anel pentazol, formado por cinco átomos de nitrogênio. O efeito doador de densidade eletrônica do substituinte 4-dimetilamino no anel fenil confere a esse composto uma das maiores estabilidades dentre os fenilpentazois. À temperatura ambiente, sua meia-vida é de apenas algumas horas, mas é possível estocar a substância a baixas temperaturas.
O composto foi sintetizado pela primeira vez em 1956, junto de outros fenilpentazois substituídos. Estudos foram conduzidos com vários outros derivados, apesar de bastante restritos em função da instabilidade desses compostos. Alguns derivados mais substituídos, como o 2,6-di-hidroxi-4-dimetilaminopenilpentazol, são um pouco mais estáveis, mas sua síntese é mais complicada.
Pesquisas recentes têm focado esforços na formação de complexos de metais de transição desses derivados do pentazol, já que o anel presente deve ser estabilizado por meio de ligações a um centro de coordenação metálico.